# New Sweden
|  | Aquest article tracta sobre una població de Maine (EUA). Si cerqueu l'antiga colònia sueca a Nord-amèrica, vegeu «Nova Suècia». |

New Sweden és una població dels Estats Units a l'estat de Maine (EUA). Segons el cens del 2000 tenia 621 habitants.

## Demografia
Segons el cens del 2000, New Sweden tenia 621 habitants, 247 habitatges, i 179 famílies. La densitat de població era de 6,9 habitants/km².
Dels 247 habitatges en un 29,1% hi vivien nens de menys de 18 anys, en un 60,3% hi vivien parelles casades, en un 6,1% dones solteres, i en un 27,5% no eren unitats familiars. En el 22,7% dels habitatges hi vivien persones soles el 10,9% de les quals corresponia a persones de 65 anys o més que vivien soles. El nombre mitjà de persones vivint en cada habitatge era de 2,51 i el nombre mitjà de persones que vivien en cada família era de 2,94.
Per edats la població es repartia de la següent manera: un 22,5% tenia menys de 18 anys, un 5,2% entre 18 i 24, un 26,2% entre 25 i 44, un 31,1% de 45 a 60 i un 15% 65 anys o més.
L'edat mediana era de 44 anys. Per cada 100 dones de 18 o més anys hi havia 93,2 homes.
La renda mediana per habitatge era de 29.625 $ i la renda mediana per família de 42.563 $. Els homes tenien una renda mediana de 30.625 $ mentre que les dones 22.500 $. La renda per capita de la població era de 14.534 $. Entorn del 10,4% de les famílies i el 14,4% de la població estaven per davall del llindar de pobresa.